# 861年
| 千纪： | 1千纪                                                                                           |
| 世纪： | 8世纪 \| 9世纪 \| 10世纪                                                                        |
| 年代： | 830年代 \| 840年代 \| 850年代 \| 860年代 \| 870年代 \| 880年代 \| 890年代                       |
| 年份： | 856年 \| 857年 \| 858年 \| 859年 \| 860年 \| 861年 \| 862年 \| 863年 \| 864年 \| 865年 \| 866年 |
| 纪年： | 辛巳年（蛇年）；唐咸通二年；南詔建極二年；日本貞觀三年                                          |

## 大事记
- 大禮攻陷邕州（廣西南寧），大掠。

## 出生
- 普康公主 (唐懿宗)，唐朝公主
- 鄭買嗣，大长和建立者

## 逝世
- 施肩吾 (唐朝)，唐朝大臣
- 白敏中，唐朝大臣
- 李绾，唐顺宗之子
- 穆塔瓦基勒，阿拉伯帝国哈里发
- 憲安王，新罗国王